# Triaeris barela
Triaeris barela är en spindelart som beskrevs av Gajbe 2004. Triaeris barela ingår i släktet Triaeris och familjen dansspindlar. Inga underarter finns listade i Catalogue of Life.